# مونتيسيلو (ويسكونسن)
مونتيسيلو (بالإنجليزية: Monticello village, Wisconsin)‏ هي قرية تقع بولاية ويسكونسن في الولايات المتحدة. تبلغ مساحتها 3.13 كم2، وترتفع عن سطح البحر 255 م، بلغ عدد سكانها 1,217 نسمة في عام 2010 حسب إحصاء مكتب تعداد الولايات المتحدة وتصل الكثافة السكانية فيها 388.8 نسمة لكل كيلومتر مربع (1,007.0/ميل2).

## التركيبة السكانية
حدّد مكتب تعداد الولايات المتحدة بيانات التركيبة السكانية لمونتيسيلو في تعداد الولايات المتحدة. في ما يلي، التركيبة السكانية حسب تعدادي 2000 و2010.

### تعداد عام 2000
بلغ عدد سكان مونتيسيلو 1,146 نسمة بحسب تعداد عام 2000، وبلغ عدد الأسر 498 أسرة وعدد العائلات 311 عائلة مقيمة في القرية. في حين سجلت الكثافة السكانية 366.1 نسمة لكل كيلومتر مربع (948.2/ميل2). وبلغ عدد الوحدات السكنية 517 وحدة بمتوسط كثافة قدره 165.2 لكل كيلومتر مربع (427.9/ميل2).
وتوزع التركيب العرقي للقرية بنسبة 98.52% من البيض و0.09% من الأمريكيين الأفارقة و0.17% من الأمريكيين الأصليين و0.09% من الأمريكيين ذوي الأصول الآسيوية و0.52% من الأعراق الأخرى و0.61% من عرقين مختلطين أو أكثر و1.05% من الهسبانيون أو اللاتينيون من أي عرق.
بلغ عدد الأسر 498 أسرة كانت نسبة 29.9% منها لديها أطفال تحت سن الثامنة عشر تعيش معهم، وبلغت نسبة الأزواج القاطنين مع بعضهم البعض 53.2% من أصل المجموع الكلي للأسر، ونسبة 6% من الأسر كان لديها معيلات من الإناث دون وجود شريك، بينما كانت نسبة 3.2% من الأسر لديها معيلون من الذكور دون وجود شريكة وكانت نسبة 37.6% من غير العائلات. تألفت نسبة 32.9% من أصل جميع الأسر من عدة أفراد يعيشون في نفس المنزل ونسبة 15.1% كانت تتألف من شخص يعيش بمفرده يبلغ من العمر 65 عاماً أو أكثر. وبلغ متوسط حجم الأسرة المعيشية 2.30، أما متوسط حجم العائلات فبلغ 2.95.
بلغ العمر الوسطي للسكان 38.7 عاماً. وكانت نسبة 24.3% من القاطنين تحت سن الثامنة عشر، وكانت نسبة 7.6% بين الثامنة عشر والرابعة والعشرين عاماً، ونسبة 28.1% كانت واقعةً في الفئة العمرية ما بين الخامسة والعشرين والرابعة والأربعين عاماً، ونسبة 24.6% كانت ما بين الخامسة والأربعين والرابعة والستين، ونسبة 15.4% كانت ضمن فئة الخامسة والستين عاماً فما فوق. يوجد لكل 100 أنثى 96.9 ذكر، ويوجد لكل 100 أنثى في الثامنة عشر من عمرها فما فوق 93.1 ذكر.
بلغ متوسط دخل الأسرة في القرية 44,087 دولارًا، أما متوسط دخل العائلة فبلغ 54,464 دولارًا. وكان متوسط دخل الذكور 35,921 دولارًا مقابل 22,688 دولارًا للإناث. وسجل دخل الفرد الخاص بالقرية 21,772 دولارًا. وكانت نسبة 2.7% من العائلات ونسبة 5.8% من السكان تحت خط الفقر، وكان من هؤلاء نسبة 9% تحت سن الثامنة عشر ونسبة 6.7% في الخامسة والستين من العمر وما فوق.

### تعداد عام 2010
بلغ عدد سكان مونتيسيلو 1,217 نسمة بحسب تعداد عام 2010، وبلغ عدد الأسر 538 أسرة وعدد العائلات 321 عائلة مقيمة في القرية. في حين سجلت الكثافة السكانية 388.8 نسمة لكل كيلومتر مربع (1,007.0/ميل2). وبلغ عدد الوحدات السكنية 566 وحدة بمتوسط كثافة قدره 180.8 لكل كيلومتر مربع (468.3/ميل2).
وتوزع التركيب العرقي للقرية بنسبة 97.45% من البيض و0.16% من الأمريكيين الأفارقة و0.08% من الأمريكيين الأصليين و0.82% من الأمريكيين ذوي الأصول الآسيوية و0.58% من الأعراق الأخرى و0.90% من عرقين مختلطين أو أكثر و1.97% من الهسبانيون أو اللاتينيون من أي عرق.
بلغ عدد الأسر 538 أسرة كانت نسبة 32.2% منها لديها أطفال تحت سن الثامنة عشر تعيش معهم، وبلغت نسبة الأزواج القاطنين مع بعضهم البعض 46.3% من أصل المجموع الكلي للأسر، ونسبة 8.7% من الأسر كان لديها معيلات من الإناث دون وجود شريك، بينما كانت نسبة 4.6% من الأسر لديها معيلون من الذكور دون وجود شريكة وكانت نسبة 40.3% من غير العائلات. تألفت نسبة 33.1% من أصل جميع الأسر من عدة أفراد يعيشون في نفس المنزل ونسبة 11.7% كانت تتألف من شخص يعيش بمفرده يبلغ من العمر 65 عاماً أو أكثر. وبلغ متوسط حجم الأسرة المعيشية 2.26، أما متوسط حجم العائلات فبلغ 2.91.
بلغ العمر الوسطي للسكان 39.2 عاماً. وكانت نسبة 24.8% من القاطنين تحت سن الثامنة عشر، وكانت نسبة 6.7% بين الثامنة عشر والرابعة والعشرين عاماً، ونسبة 26.7% كانت واقعةً في الفئة العمرية ما بين الخامسة والعشرين والرابعة والأربعين عاماً، ونسبة 28.4% كانت ما بين الخامسة والأربعين والرابعة والستين، ونسبة 13.4% كانت ضمن فئة الخامسة والستين عاماً فما فوق. وتوزع التركيب الجنسي للسكان بنسبة 48% ذكور و52% إناث.

## وصلات خارجية
- الموقع الرسمي